# Владимировка (Октябрьский район)
В Кировском районе Приморья тоже есть село Владимировка
Влади́мировка — село в Октябрьском районе Приморского края России. Входит в состав Липовецкого городского поселения.

## География
Село Владимировка расположено примерно в 1 км западнее автотрассы Уссурийск — Пограничный. Расстояние до посёлка Липовцы (на юг по автотрассе) около 10 км. На север от села Владимировка идёт дорога к станции ДВЖД Липовцы.

## История
Село было основано в 1905 году и носило название станица Казачья. В 1924 году было переименовано в село Владимировка. В селе была своя церковь, которую со становлением советской властью закрыли, а в помещении церкви сделали клуб, контору и вещевой склад. Был создан совхоз «Липовецкий». В 1971 году здание церкви сгорело. В 1972 году построили новое здание под клуб. В 1972 году был открыт детский сад, а в 1986 году — библиотека и школа. В 1991 году в селе была построена новая двухэтажная школа.

## Население
| 1926 | 2002  | 2010 |
| ---- | ----- | ---- |
| 326  | ↗1424 | ↘789 |

## Улицы
| - ул. Верхняя, - ул. Поспеловская, - ул. Приморская, | - ул. Степная, - пер. Школьный, - ул. Шоссейная. |